# Црква Свете великомученице Петке у Извору
Црква Свете великомученице Петке у Извору или храм Свете Параскеве на Врелу настао с почетка друге половине 19. века,  у историјском раздобљу када је започета масовна обнова цркава у Кнежевини Србији. У том смислу по својим архитектонским вредностима, као један од објеката обновљеног српског стила, црква у Извору проглашена је за културна баштина и 1986. године стављен под заштиту државе.

## Положај
Црква се налази на око два километрара југоисточно од села Извор у општини Сврљиг, на простору на коме је према попису из 2011. живело 439 становника (а према попису из 2002.  722 становника)

## Историја
Црква је настала на култу Свете Петке најстаријег и најснажнији култ једине хришћанске светитељке у српском народу, који су и мештана села Извор изузетно поштовали  још од давних времена. Тако је  као један од нови локалитет за величање и неговање култа Свете Петке настао и и овај у селу Извор,  у складу са раније успостављеним обрасцима понашања мештана  у оквиру народног хришћанства (попут јављање светитељке у сну, проналаска цркве или извора, чудесног излечења итд).
Црква Свете великомученице Петке подигнута је у селу Извору 1861. године, када се сврљишки крај с почетку друге половине 19. века већ налазио у саставу Србије и када су верници у Кнежевини Србији започета обнова цркава у српском стилу у архитектури. Исте године урађен и фрескодекорисан иконостас, највероватније дело Милије Марковића, аутора живописа и иконостаса Цркве у Бољевцу.
Сматра се да је овај храм градио неко од протомајстора из Македоније, и да је то могао да буде Андреја Дамјанов, који је 1857. године, започео радове на Саборној цркви у Нишу.

## Изглед
По свом изгледу црква има доста сличности са црквом у Бољевцу, неким црквама у околини Београда (посебно оном у селу Винча, изграђеној 1852. године) и у Великој Моштаници изграђеној 1858. године. Архитекта и протомајстор ових објекта није познат. Како о градњи ових цркава нема података ни у Министарству грађевина Кнежевине Србије, јер су пројекти за српске храмове рађени тек од 1880-их година, нема ни података о градитељу ове цркве.
Изнад улазних врата храма налази се мања плоча са записом: „1866. година.“ Година изградње храма назначена је арапским и римским бројевима. Испод године исписани су ћирилицом почетна слова која значе: Михајло Обеновић III књаз Србије живља српског господар.